# Valerio Tebaldi
Valerio Tebaldi (Chiuduno, Llombardia, 2 de juliol de 1965) és un ciclista italià, ja retirat, que fou professional entre 1988 i 1999. En el seu palmarès destaquen dues victòries d'etapa al Tour de França, el 1988 i 1989. Una vegada retirat passà a exercir tasques de director esportiu en diferents equips, com el Barloworld, el Colombia-Coldeportes i el Nippo-Vini Fantini.

## Palmarès
- 1987
  - 1r a la Freccia dei Vini
  - 1r al Trofeu Amedeo Guizzi
  - 1r a la Florència-Viareggio
- 1988
  - Vencedor d'una etapa al Tour de França
- 1989
  - Vencedor d'una etapa al Tour de França
- 1999
  - Vencedor d'una etapa de l'Euskal Bizikleta

### Resultats al Tour de França
- 1988. Abandona (19a etapa). Vencedor d'una etapa
- 1989. 122è de la classificació general. Vencedor d'una etapa
- 1991. 89è de la classificació general
- 1992. Abandona (15a etapa)
- 1993. Abandona (13a etapa)

### Resultats al Giro d'Itàlia
- 1990. Abandona
- 1991. 47è de la classificació general
- 1993. Abandona (14a etapa)
- 1994. 92è de la classificació general
- 1997. 69è de la classificació general

### Resultats a la Volta a Espanya
- 1990. Fora de control (6a etapa)
- 1991. 87è de la classificació general
- 1992. 47è de la classificació general
- 1995. 56è de la classificació general
- 1996. 50è de la classificació general
- 1997. 85è de la classificació general